# Örkény István-portrészobor (Tata)

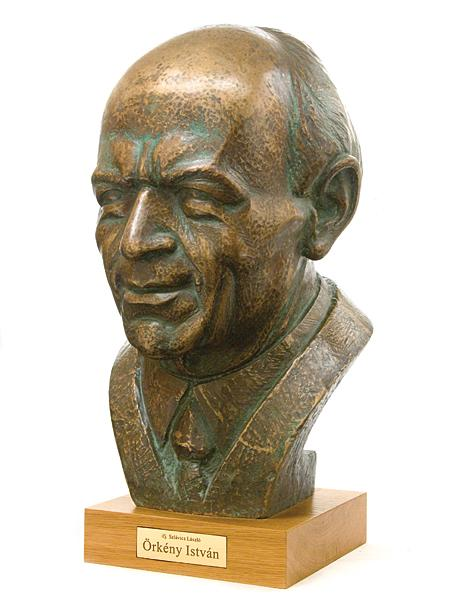
Örkény István portrészobor, Tata, Városi Könyvtár Olvasóterem ifj. Szlávics László alkotása

Az Örkény István-portrészobor ifjabb Szlávics László alkotása.
2012. május 30-án avatták fel a tatai Móricz Zsigmond Városi Könyvtár Olvasótermében.
140 cm magas posztamensen látható 39 cm magas bronzszobor 1988-ban készült, melyet az alkotó Örkény István születése 100. évfordulójának alkalmából adományozott az intézménynek.